# Game of Skate
Un Game of Skate, conocido en español como Juego de Skate , en Latinoamérica "C.H.A.C.A" (en Chile llamado P.O.S.E.R.O. o S.K.8. y en Costa Rica llamado B.R.U.T.O.) o simplemente "S.K.A.T.E.", es un juego de skateboarding basado en las reglas de H.O.R.S.E., variación del juego de basketball. El "S.K.A.T.E." comenzó en los años 70 con skateboarders callejeros, aunque luego fue adoptado por skateboarders de rampas, como Lance Mountain, Neil Blender y John Lucero en los años 80. En 2003 se formó éS Game of SKATE Tournament, siendo el primer torneo de Juego de Skate organizado. En el mismo participaron skaters profesionales y amateurs.

## Reglas
las reglas son básicas. El juego consiste entre dos o más jugadores, el primer jugador hace un truco y los demás tienen que copiarlo o repetirlo. Si algún jugador no logra copiar este truco o lo falla recibe una letra. Si el jugador creador del truco no logra caerlo, no recibe una letra, cambia el turno y pasa al siguiente jugador y así sucesivamente. Para que el truco sea válido, el patinador, tiene que por lo menos estar en la tabla con los dos pies por 5 segundos. Si este se cae, el truco no cuenta. Tampoco cuenta si es un truco girando (180°, 360°, etc.) y cae a la mitad, sea el que hizo el truco o los que lo intentan. No todos los trucos son permitidos en los S.K.A.T.E.'s profesionales
- Trucos si el oponente "popea" el truco y el adversario lo desliza.

El primer jugador en conseguir la palabra SKATE es el perdedor.
En la última letra (E) el jugador tiene 2 intentos para copiarlo.
- En un S.K.A.T.E. de street el jugador no puede hacer trucos de grab, de grind, de manual o trucos en los cuales las manos agarre la patineta.
- Depende de qué juego, cuando el jugador esté en su última oportunidad, se le dan dos turnos antes de conseguir la E.
- Si el jugador que está copiando el truco lo hace mal, el jugador que creó el truco en el juego, le puede dar otra oportunidad para copiarlo.
- Una serie de eventos muy popular es el "Battle At The Berrics". The Berrics es un skatepark ubicado en Estados Unidos fundado por los Pro Skaters Eric Koston y Steve Berra; de ahí el nombre.
- Las reglas de éste son : Solo flatground pero esto no significa nada de street o flat. No bajar los pies, esto significa: No "no complies", no "bonelesses", no "grabs", no "handplants" no "sexchange"  (slides y manuals tampoco son válidos).
- Una regla reciente es: "No hacer trucos que se arrastren por el suelo si el contrincante pica el truco"; por ejemplo: Si el oponente realiza un "Ollie Impossible" no es permitido que en defensa se realice un "360 Shove it".
- La última letra merece 2 intentos o "tres". El arrastrar los pies, si es en "ataque", merece un intento más; si es en defensa, no. Se decide quién empieza por medio de "piedra, papel o tijeras".

## Juego de Skate Online
Jugar un "Juego de Skate" online (como se ve en este sitio  y en otros foros de internet) es muy similar al juego estándar, excluyendo algunas reglas como las siguientes:
1. El plazo tiene como fecha límite unos pocos días.
2. El truco puede ser intentado tantas veces como desee el jugador (hasta la fecha límite).